# 翁兆麟
翁兆麟（?—?），浙江省錢塘縣人，清朝政治人物、進士出身。
光緒三十年（1904年）甲辰恩科會試第39名；殿試登進士二甲8名，后授以主事分部學習。	